# Carlos Enrique Fernández
Carlos Enrique Fernández (Barcelona, Venezuela; 1 de septiembre de 1990) es un futbolista venezolano que juega como centrocampista y actualmente se encuentra sin equipo.
Su debut en Primera División fue el 5 de agosto de 2007 contra el Unión Atlético Maracaibo. No fue su debut soñado porque lo expulsaron con doble amarilla. Ha participado en 1 ocasión con la Selección de fútbol de Venezuela.

## Selección nacional

### Suramericano Sub-20
Fue convocado para el Campeonato Sudamericano Sub-20 de 2009 por la Selección de fútbol de Venezuela, y fue titular indiscutible en el equipo de César Farías.